# 1343 Nicole
1343 Nicole è un asteroide della fascia principale del diametro medio di circa 24,41 km. Scoperto nel 1935, presenta un'orbita caratterizzata da un semiasse maggiore pari a 2,5696819 UA e da un'eccentricità di 0,1114562, inclinata di 6,03542° rispetto all'eclittica.
L'asteroide è dedicato a una nipote dello scopritore.